# Liste der Kulturdenkmale in Quedlinburg/Ortsteile
In der Liste der Kulturdenkmale in Quedlinburg/Ortsteile ist eine Teilliste der Liste der Kulturdenkmale in Quedlinburg und enthält alle Kulturdenkmale der Ortsteile Bad Suderode und Gernrode der Stadt Quedlinburg (Landkreis Harz) aufgeführt (Stand 31. Dezember 2022). Grundlage ist das Denkmalverzeichnis des Landes Sachsen-Anhalt, das auf Basis des Denkmalschutzgesetzes vom 21. Oktober 1991 erstellt wurde.

## Kulturdenkmale in Bad Suderode

### Bahnhofstraße
| Lage                                                        | Bezeichnung | Beschreibung                          | Erfassungs- nummer | Ausweisungsart | Bild     |
| ----------------------------------------------------------- | ----------- | ------------------------------------- | ------------------ | -------------- | -------- |
| Bahnhofstraße 20 (Karte)                                    | Wohnhaus    | Wohnhaus                              | 094 45150          | Baudenkmal     | Wohnhaus |
| Bahnhofstraße 33 (Karte)                                    | Wohnhaus    | Landhaus, 1910/1930                   | 094 45151          | Baudenkmal     | Wohnhaus |
| Bahnhofstraße 39 (Karte)                                    | Wohnhaus    | Wohnhaus, Anfang des 18. Jahrhunderts | 094 21090          | Baudenkmal     | Wohnhaus |
| Bahnhofstraße 54, Ecke Stichstraße (?) zum Bahnhof (Karte)  | Villa       | Villa, um 1905                        | 094 45153          | Baudenkmal     | Villa    |
| Bahnhofstraße 60, am nördlichen Ende der Straße (Karte)     | Bahnhof     | Bahnhof, Ende des 19. Jahrhunderts    | 094 45155          | Baudenkmal     | Bahnhof  |
| Bahnhofstraße 63, Bahnhofstraße/Ecke Chausseestraße (Karte) | Wohnhaus    | Wohnhaus, um 1910                     | 094 45154          | Baudenkmal     | Wohnhaus |

### Brinkstraße
| Lage                                                                              | Bezeichnung | Beschreibung                | Erfassungs- nummer | Ausweisungsart | Bild       |
| --------------------------------------------------------------------------------- | ----------- | --------------------------- | ------------------ | -------------- | ---------- |
| Brinkstraße 13, 20, 22, 24, 26, 28, 30, 32, 34, 36, 38, Rathausplatz 1, 3 (Karte) | Straßenzug  | um 1900                     | 094 45507          | Denkmalbereich | Straßenzug |
| Brinkstraße 30 (Karte)                                                            | Pension     | Kurpension, 18. Jahrhundert | 094 50565          | Baudenkmal     | Pension    |
| Brinkstraße 32 (Karte)                                                            | Pension     | Kurpension, 19. Jahrhundert | 094 21130          | Baudenkmal     | Pension    |

### Chausseestraße
| Lage                     | Bezeichnung | Beschreibung               | Erfassungs- nummer | Ausweisungsart | Bild      |
| ------------------------ | ----------- | -------------------------- | ------------------ | -------------- | --------- |
| Chausseestraße 1 (Karte) | Mühlenhof   | Mühlenhof, 19. Jahrhundert | 094 45156          | Baudenkmal     | Mühlenhof |

### Friedrichsdorfer Straße
| Lage                               | Bezeichnung | Beschreibung | Erfassungs- nummer | Ausweisungsart | Bild           |
| ---------------------------------- | ----------- | ------------ | ------------------ | -------------- | -------------- |
| Friedrichsdorfer Straße 28 (Karte) | Villa       | Villa        | 094 21192          | Baudenkmal     | Weitere Bilder |

### Gartenstraße
| Lage                    | Bezeichnung | Beschreibung                                | Erfassungs- nummer | Ausweisungsart | Bild  |
| ----------------------- | ----------- | ------------------------------------------- | ------------------ | -------------- | ----- |
| Gartenstraße 29 (Karte) | Villa       | Villa, letztes Viertel des 19. Jahrhunderts | 094 50566          | Baudenkmal     | Villa |

### Lauenburger Straße
| Lage                                                            | Bezeichnung  | Beschreibung                                    | Erfassungs- nummer | Ausweisungsart | Bild         |
| --------------------------------------------------------------- | ------------ | ----------------------------------------------- | ------------------ | -------------- | ------------ |
| Lauenburger Straße 2, Tempelstraße 7, 9, 11, 13, 15, 17 (Karte) | Häusergruppe | Häusergruppe aus der Mitte des 19. Jahrhunderts | 094 84707          | Denkmalbereich | Häusergruppe |
| Lauenburger Straße 11 (Karte)                                   | Villa        | Villa, um 1890                                  | 094 21093          | Baudenkmal     | Villa        |

### Markt
| Lage             | Bezeichnung | Beschreibung      | Erfassungs- nummer | Ausweisungsart | Bild        |
| ---------------- | ----------- | ----------------- | ------------------ | -------------- | ----------- |
| Markt 10 (Karte) | Neue Kirche | Kirche, 1877/1878 | 094 45389          | Baudenkmal     | Neue Kirche |

### Neue Schenke
| Lage                                                                            | Bezeichnung | Beschreibung                                                    | Erfassungs- nummer | Ausweisungsart | Bild      |
| ------------------------------------------------------------------------------- | ----------- | --------------------------------------------------------------- | ------------------ | -------------- | --------- |
| Neue Schenke 1, südwestlich der Ortslage beim Sanatorium / Neue Schenke (Karte) | Forsthaus   | Forsthaus und Gastwirtschaft, erste Hälfte des 18. Jahrhunderts | 094 50567          | Baudenkmal     | Forsthaus |

### Schulstraße
| Lage                   | Bezeichnung | Beschreibung                                                                  | Erfassungs- nummer | Ausweisungsart | Bild        |
| ---------------------- | ----------- | ----------------------------------------------------------------------------- | ------------------ | -------------- | ----------- |
| Schulstraße 7 (Karte)  | Schule      | Schule, Mitte des 19. Jahrhunderts                                            | 094 45517          | Baudenkmal     | Schule      |
| Schulstraße 10 (Karte) | Wohnhaus    | Wohnhaus, um 1830                                                             | 094 45516          | Baudenkmal     | Wohnhaus    |
| Schulstraße 18 (Karte) | Alte Kirche | als Veranstaltungszentrum genutzte Kirche, zweite Hälfte des 12. Jahrhunderts | 094 45390          | Baudenkmal     | Alte Kirche |

### Schwedderbergstraße
| Lage                                               | Bezeichnung | Beschreibung                                     | Erfassungs- nummer | Ausweisungsart | Bild      |
| -------------------------------------------------- | ----------- | ------------------------------------------------ | ------------------ | -------------- | --------- |
| Schwedderbergstraße 7 (Karte)                      | Pension     | Kurpension, 19. Jahrhundert                      | 094 50564          | Baudenkmal     | Pension   |
| Schwedderbergstraße 9 (Karte)                      | Pension     | Kurpension, zweites Drittel des 19. Jahrhunderts | 094 50535          | Baudenkmal     | Pension   |
| Schwedderbergstraße 15 (Karte)                     | Pension     | Kurpension, Mitte des 19. Jahrhunderts           | 094 50563          | Baudenkmal     | Pension   |
| Schwedderbergstraße 17 (Karte)                     | Wohnhaus    | Kurpension, um 1900                              | 094 45224          | Baudenkmal     | Wohnhaus  |
| Schwedderbergstraße 23 (Karte)                     | Pension     | Kurpension, um 1900                              | 094 45225          | Baudenkmal     | Pension   |
| Schwedderbergstraße 25, 27 (Karte)                 | Pension     | Kurpension, um 1900                              | 094 50561          | Baudenkmal     | Pension   |
| Schwedderbergstraße 39 (Karte)                     | Villa       | Villa, 1905                                      | 094 45227          | Baudenkmal     | Villa     |
| Schwedderbergstraße, Felsenkellerpromenade (Karte) | Kuranlage   | Behringer Brunnen, Mitte des 19. Jahrhunderts    | 094 50641          | Baudenkmal     | Kuranlage |

### Steinweg
| Lage               | Bezeichnung | Beschreibung      | Erfassungs- nummer | Ausweisungsart | Bild  |
| ------------------ | ----------- | ----------------- | ------------------ | -------------- | ----- |
| Steinweg 6 (Karte) | Villa       | Villa, um 1870/80 | 094 21089          | Baudenkmal     | Villa |

### Außenbereich
| Lage                                                         | Bezeichnung   | Beschreibung                           | Erfassungs- nummer | Ausweisungsart | Bild          |
| ------------------------------------------------------------ | ------------- | -------------------------------------- | ------------------ | -------------- | ------------- |
| ca. 3 km südlich der Ortslage Haferfeld (Karte)              | Kunstteich    | Bremer Teich                           | 094 21180          | Baudenkmal     | Kunstteich    |
| auf dem Schwedderberg, südlich der Ortslage (Karte)          | Aussichtsturm | Preußenturm, 1953                      | 094 50562          | Baudenkmal     | Aussichtsturm |
| östlich vom Kalten Thal, am Hang des Schwedderberges (Karte) | Grenzstein    | Grenzstein zwischen Preußen und Anhalt | 094 50642          | Kleindenkmal   | Grenzstein    |

### Ehemalige Denkmale
| Lage / Bezeichnung     | Bauzeit                   | Beschreibung                                       | Bild |
| ---------------------- | ------------------------- | -------------------------------------------------- | ---- |
| Schwedderbergstraße 31 | um 1870                   | Kurpension, 2004 abgerissen                        |      |
| Schwedderbergstraße 35 | Ende des 19. Jahrhunderts | Sanatorium, Anfang des 21. Jahrhunderts abgerissen |      |

## Kulturdenkmale im OrtsteilStadt Gernrode

### Äbtissinstraße
| Lage | Bezeichnung | Beschreibung                       | Erfassungs- nummer | Ausweisungsart | Bild     |
| --- | ----------- | ---------------------------------- | ------------------ | -------------- | -------- |
| Äbtissinstraße 4, 5, 6, 7a, 8, 10, 11, Am Spittelteich 1, 2, 3, 4, 10, 10b, 10c, 10d, 14, 16a, Burgstraße 1, 2, 3, 4, 5, 7, Clara-Zetkin-Straße 1, 2, 3, 4, 5, 6, 7, 7a, 7b, 8, 9, 10, 11, 12, 13, 14, 15, 16, 17, 18, 20 22, 24, 26, 28, 28a, 28b, 30, 32, 34, 38, 42, 44, 46, Gerostraße (Bergstraße) 1, 2, 3, 3a, 4, 5, 6, 8, 8a, 10, 12, 14, 16, 18, 20, 22, Gersdorfstraße 1, Hagenwinkel 1, 2, 3, Häuschenstraße 1, 2, 3, 4, 5, 6, 6a, 7, 7a, 24, 28, Klosterstraße 2, 3, 4, 5, 6, 7, 8, 9, 9a, 1, Lindenstraße 2, 4, 6, 7, 9, 11, Marktstraße 22, 24, 26, 28, Sankt-Cyriakus-Straße 1, 1a, 2, 3, 4, 5, 6, 7, 8, Schulplatz 1, 4, Stephanusstraße (Schulstraße) 1, 3, 5 Wassertorstraße 1, 2, 3, 4, 6, 8, 10, 14 Wolfgangstraße 1, 1a, 2, 3, 5 (Karte) | Altstadt    | historischer Ortskern von Gernrode | 094 21155          | Denkmalbereich | Altstadt |
| Äbtissinstraße 6 (Karte) | Edelhof     | ehemaliger Edelhof, Mittelalter    | 094 45160          | Baudenkmal     | Edelhof  |

### Am Bach
| Lage                            | Bezeichnung          | Beschreibung         | Erfassungs- nummer | Ausweisungsart | Bild                 |
| ------------------------------- | -------------------- | -------------------- | ------------------ | -------------- | -------------------- |
| Am Bache (Bachstraße) 2 (Karte) | Große Wellbachsmühle | Wassermühle, um 1700 | 094 45164          | Baudenkmal     | Große Wellbachsmühle |

### Am Bückeberg
| Lage                   | Bezeichnung | Beschreibung    | Erfassungs- nummer | Ausweisungsart | Bild       |
| ---------------------- | ----------- | --------------- | ------------------ | -------------- | ---------- |
| Am Bückeberg 3 (Karte) | Bückemühle  | Mühlenhof, 1700 | 094 45149          | Baudenkmal     | Bückemühle |

### Am Osterberg
| Lage                                    | Bezeichnung  | Beschreibung                  | Erfassungs- nummer | Ausweisungsart | Bild         |
| --------------------------------------- | ------------ | ----------------------------- | ------------------ | -------------- | ------------ |
| Am Osterberg (Karte)                    | Park         | Parkanlage, 1920/1930         | 094 50537          | Baudenkmal     | Park         |
| Am Osterberg 4, 6, Jägerstieg 1 (Karte) | Häusergruppe | Häusergruppe, 19. Jahrhundert | 094 45161          | Denkmalbereich | Häusergruppe |

### Am Schwedderberg
| Lage                                                                           | Bezeichnung    | Beschreibung                       | Erfassungs- nummer | Ausweisungsart | Bild           |
| ------------------------------------------------------------------------------ | -------------- | ---------------------------------- | ------------------ | -------------- | -------------- |
| Am Schwedderberg 1, 2, 4, 6, 7a, 8, 9a, 10, 12, 14, 16, 20, 22, 24, 26 (Karte) | Straßenzug     | Anfang des 20. Jahrhunderts        | 094 21067          | Denkmalbereich | Straßenzug     |
| Am Schwedderberg 6 (Karte)                                                     | Villa          | Villa, Anfang des 20. Jahrhunderts | 094 21068          | Baudenkmal     | Villa          |
| Am Schwedderberg 7a (Karte)                                                    | Villa Marcelle | Villa, 1907                        | 094 21069          | Baudenkmal     | Villa Marcelle |

### Am Spittelteich
| Lage                          | Bezeichnung | Beschreibung              | Erfassungs- nummer | Ausweisungsart | Bild      |
| ----------------------------- | ----------- | ------------------------- | ------------------ | -------------- | --------- |
| Am Spittelteich 3, 3a (Karte) | Wohnhaus    | Wohnhaus, mittelalterlich | 094 21071          | Baudenkmal     | Wohnhaus  |
| Am Spittelteich 10 (Karte)    | Toranlage   | Toranlage, 1714           | 094 21072          | Baudenkmal     | Toranlage |
| Am Spittelteich 14 (Karte)    | Wohnhaus    | Wohnhaus, 1818            | 094 21073          | Baudenkmal     | Wohnhaus  |

### An der Mühle
Bis 31. Dezember 2011 als Mühlenstraße bezeichnet.

| Lage                                | Bezeichnung | Beschreibung                        | Erfassungs- nummer | Ausweisungsart | Bild      |
| ----------------------------------- | ----------- | ----------------------------------- | ------------------ | -------------- | --------- |
| An der Mühle (Mühlenstraße) (Karte) | Windmühle   | erstes Viertel des 19. Jahrhunderts | 094 45412          | Baudenkmal     | Windmühle |

### An der Rose
| Lage                  | Bezeichnung | Beschreibung  | Erfassungs- nummer | Ausweisungsart | Bild      |
| --------------------- | ----------- | ------------- | ------------------ | -------------- | --------- |
| An der Rose 1 (Karte) | Ausspanne   | Gasthof, 1779 | 094 45163          | Baudenkmal     | Ausspanne |

### Bachstraße
→ seit 1. Januar 2012 siehe #Am Bach

### Bahnhofstraße
→ seit 1. Januar 2012 siehe #Otto-Franke-Straße

### Bergstraße
→ seit 1. Januar 2012 siehe #Gerostraße

### Burgstraße
| Lage                 | Bezeichnung | Beschreibung   | Erfassungs- nummer | Ausweisungsart | Bild     |
| -------------------- | ----------- | -------------- | ------------------ | -------------- | -------- |
| Burgstraße 1 (Karte) | Villa       | Villa, um 1910 | 094 45176          | Baudenkmal     | Villa    |
| Burgstraße 3 (Karte) | Pfarrhof    | Pfarrhof, 1910 | 094 45177          | Baudenkmal     | Pfarrhof |
| Burgstraße 5 (Karte) | Wohnhaus    | Wohnhaus, 1731 | 094 45178          | Baudenkmal     | Wohnhaus |

### Clara-Zetkin-Straße
| Lage                           | Bezeichnung              | Beschreibung                                                 | Erfassungs- nummer | Ausweisungsart | Bild                     |
| ------------------------------ | ------------------------ | ------------------------------------------------------------ | ------------------ | -------------- | ------------------------ |
| Clara-Zetkin-Straße 9 (Karte)  | Wohn- und Geschäftshaus  | Wohn- und Geschäftshaus, um 1910                             | 094 21075          | Baudenkmal     | Wohn- und Geschäftshaus  |
| Clara-Zetkin-Straße 11 (Karte) | Ackerbürgerhof           | ehemaliger Ackerbürgerhof, erste Hälfte des 19. Jahrhunderts | 094 21076          | Baudenkmal     | Ackerbürgerhof           |
| Clara-Zetkin-Straße 18 (Karte) | Gasthof „Brauner Hirsch“ | Gasthof, um 1910/20                                          | 094 45182          | Baudenkmal     | Gasthof „Brauner Hirsch“ |
| Clara-Zetkin-Straße 26 (Karte) | Wohnhaus                 | Wohnhaus, um 1850                                            | 094 21077          | Baudenkmal     | Wohnhaus                 |

### Ernst-Thälmann-Straße
| Lage                             | Bezeichnung | Beschreibung              | Erfassungs- nummer | Ausweisungsart | Bild     |
| -------------------------------- | ----------- | ------------------------- | ------------------ | -------------- | -------- |
| Ernst-Thälmann-Straße 4 (Karte)  | Wohnhaus    | Wohnhaus, um 1900         | 094 45185          | Baudenkmal     | Wohnhaus |
| Ernst-Thälmann-Straße 8 (Karte)  | Villa       | Villa, um 1890/1900       | 094 45186          | Baudenkmal     | Villa    |
| Ernst-Thälmann-Straße 11 (Karte) | Wohnhaus    | Wohnhaus, 17. Jahrhundert | 094 45438          | Baudenkmal     | Wohnhaus |

### Friedrich-Engels-Straße
| Lage                               | Bezeichnung | Beschreibung | Erfassungs- nummer | Ausweisungsart | Bild  |
| ---------------------------------- | ----------- | ------------ | ------------------ | -------------- | ----- |
| Friedrich-Engels-Straße 16 (Karte) | Villa       | Villa        | 094 45206          | Baudenkmal     | Villa |

### Gerostraße
Bis 31. Dezember 2011 als Bergstraße bezeichnet.

| Lage                               | Bezeichnung | Beschreibung                               | Erfassungs- nummer | Ausweisungsart | Bild      |
| ---------------------------------- | ----------- | ------------------------------------------ | ------------------ | -------------- | --------- |
| Gerostraße (Bergstraße) 2 (Karte)  | Wohnhaus    | zweite Hälfte des 18. Jahrhunderts         | 094 45174          | Baudenkmal     | Wohnhaus  |
| Gerostraße (Bergstraße) 3 (Karte)  | Küsterhof   | Alte Küsterei, 1571                        | 094 45175          | Baudenkmal     | Küsterhof |
| Gerostraße (Bergstraße) 18 (Karte) | Wohnhof     | ehemaliger Ackerbürgerhof, 18. Jahrhundert | 094 21074          | Baudenkmal     | Wohnhof   |

### Gersdorfstraße
| Lage                     | Bezeichnung | Beschreibung                                  | Erfassungs- nummer | Ausweisungsart | Bild    |
| ------------------------ | ----------- | --------------------------------------------- | ------------------ | -------------- | ------- |
| Gersdorfstraße 1 (Karte) | Bläkhof     | Edelhof, ehemaliger Adelshof, 18. Jahrhundert | 094 45188          | Baudenkmal     | Bläkhof |

### Goethestraße
| Lage                                                      | Bezeichnung  | Beschreibung                                             | Erfassungs- nummer | Ausweisungsart | Bild         |
| --------------------------------------------------------- | ------------ | -------------------------------------------------------- | ------------------ | -------------- | ------------ |
| Goethestraße 4a, 6, 6a, 8, 10, 12, 14, 16, 19, 21 (Karte) | Häusergruppe | Häusergruppe, Ende des 19. Jahrhunderts bis 1920er Jahre | 094 45207          | Denkmalbereich | Häusergruppe |
| Goethestraße 14 (Karte)                                   | Wohnhaus     | Wohnhaus, um 1900                                        | 094 21078          | Baudenkmal     | Wohnhaus     |

### Hagental
| Lage                   | Bezeichnung               | Beschreibung                                      | Erfassungs- nummer | Ausweisungsart | Bild                      |
| ---------------------- | ------------------------- | ------------------------------------------------- | ------------------ | -------------- | ------------------------- |
| Hagental (Karte)       | Kunstteich                | Kunstteich                                        | 094 21079          | Baudenkmal     | Kunstteich                |
| Hagental 12–16 (Karte) | Sanatorium Stephanusstift | Haus Hagental, Haus Bergfrieden, Haus Waldfrieden | 094 45208          | Baudenkmal     | Sanatorium Stephanusstift |

### Hagenwinkel
| Lage                  | Bezeichnung | Beschreibung      | Erfassungs- nummer | Ausweisungsart | Bild     |
| --------------------- | ----------- | ----------------- | ------------------ | -------------- | -------- |
| Hagenwinkel 2 (Karte) | Wohnhaus    | Wohnhaus, um 1680 | 094 21080          | Baudenkmal     | Wohnhaus |

### Häuschenstraße
| Lage                                                                      | Bezeichnung    | Beschreibung                    | Erfassungs- nummer | Ausweisungsart | Bild           |
| ------------------------------------------------------------------------- | -------------- | ------------------------------- | ------------------ | -------------- | -------------- |
| Häuschenstraße 1 (Karte)                                                  | Wohnhaus       | Wohnhaus, um 1850               | 094 45189          | Baudenkmal     | Wohnhaus       |
| Häuschenstraße 6, im Ortskern nördlich von Markt und Stiftsbezirk (Karte) | Pfarrhof       | Pfarrhof, 1559                  | 094 45190          | Baudenkmal     | Pfarrhof       |
| Häuschenstraße 24 (Karte)                                                 | Ackerbürgerhof | ehemaliger Ackerbürgerhof, 1703 | 094 45191          | Baudenkmal     | Ackerbürgerhof |

### Im Hagen
| Lage                 | Bezeichnung | Beschreibung                                  | Erfassungs- nummer | Ausweisungsart | Bild     |
| -------------------- | ----------- | --------------------------------------------- | ------------------ | -------------- | -------- |
| Im Hagen 16a (Karte) | Wohnhaus    | Wohnhaus, 1904/05                             | 094 45210          | Baudenkmal     | Wohnhaus |
| Im Hagen 25 (Karte)  | Wohnhaus    | Wohnhaus, erstes Viertel des 18. Jahrhunderts | 094 45211          | Baudenkmal     | Wohnhaus |

### Kirchplatz
| Lage                                                                              | Bezeichnung                        | Beschreibung                | Erfassungs- nummer | Ausweisungsart               | Bild           |
| --------------------------------------------------------------------------------- | ---------------------------------- | --------------------------- | ------------------ | ---------------------------- | -------------- |
| Kirchplatz (Karte)                                                                | Kloster, Stiftskirche St. Cyriakus | Kloster, ab der Zeit um 959 | 094 45397          | Baudenkmal                   | Weitere Bilder |
| Kirchplatz, unterhalb des Stubenbergs am westlichen Ortsrand auf erhöhtem Plateau | Kirche                             | Kirche                      | 094 45397 001      | Teilobjekt eines Baudenkmals | Kirche         |

### Kirchweg
| Lage               | Bezeichnung | Beschreibung      | Erfassungs- nummer | Ausweisungsart | Bild     |
| ------------------ | ----------- | ----------------- | ------------------ | -------------- | -------- |
| Kirchweg 2 (Karte) | Wohnhaus    | Wohnhaus, um 1900 | 094 45212          | Baudenkmal     | Wohnhaus |

### Lindenstraße
| Lage                   | Bezeichnung | Beschreibung      | Erfassungs- nummer | Ausweisungsart | Bild     |
| ---------------------- | ----------- | ----------------- | ------------------ | -------------- | -------- |
| Lindenstraße 5 (Karte) | Wohnhaus    | Wohnhaus, um 1700 | 094 45192          | Baudenkmal     | Wohnhaus |
| Lindenstraße 6 (Karte) | Wohnhaus    | Wohnhaus, um 1900 | 094 45193          | Baudenkmal     | Wohnhaus |

### Marktstraße
| Lage                                                                | Bezeichnung             | Beschreibung                     | Erfassungs- nummer | Ausweisungsart | Bild                    |
| ------------------------------------------------------------------- | ----------------------- | -------------------------------- | ------------------ | -------------- | ----------------------- |
| Marktstraße, auf einem kleinen Platz zwischen Nr. 8a und 10 (Karte) | Denkmal                 | Denkmal für Friedrich Mohs, 1989 | 094 45168          | Kleindenkmal   | Denkmal                 |
| Marktstraße 4 (Karte)                                               | Wappentafel             | Wappenstein, 1717                | 094 21157          | Kleindenkmal   | Wappentafel             |
| Marktstraße 7 (Karte)                                               | Wohn- und Geschäftshaus | Apotheke, 1889                   | 094 45194          | Baudenkmal     | Wohn- und Geschäftshaus |
| Marktstraße 8a (Karte)                                              | Wohnhaus                | Wohnhaus, 17. Jahrhundert        | 094 45195          | Baudenkmal     | Wohnhaus                |
| Marktstraße 20 (Karte)                                              | Rathaus                 | Rathaus, 1914/15                 | 094 45197          | Baudenkmal     | Rathaus                 |
| Marktstraße 34 (Karte)                                              | Wohnhaus                | Wohnhaus, um 1910                | 094 45198          | Baudenkmal     | Wohnhaus                |
| Marktstraße 36 (Karte)                                              | Wohnhaus                | Wohnhaus, um 1910                | 094 45199          | Baudenkmal     | Wohnhaus                |

### Mittelstraße
| Lage                    | Bezeichnung | Beschreibung                                 | Erfassungs- nummer | Ausweisungsart | Bild     |
| ----------------------- | ----------- | -------------------------------------------- | ------------------ | -------------- | -------- |
| Mittelstraße 15 (Karte) | Wohnhaus    | Wohnhaus, zweite Hälfte des 17. Jahrhunderts | 094 21081          | Baudenkmal     | Wohnhaus |

### Otto-Franke-Straße
Bis 31. Dezember 2011 hieß diese Straße Bahnhofstraße.

| Lage                                                                                               | Bezeichnung      | Beschreibung                                                                   | Erfassungs- nummer | Ausweisungsart               | Bild           |
| -------------------------------------------------------------------------------------------------- | ---------------- | ------------------------------------------------------------------------------ | ------------------ | ---------------------------- | -------------- |
| Otto-Franke-Straße (Bahnhofstraße) 1, Gemarkung Gernrode, Flur 3, Flurstücke 1059 und 1063 (Karte) | Bahnhof Gernrode | Bahnhof Zeitweise unter der Erfassungsnummer 094 21159 als Baudenkmal geführt. | 107 25043 001      | Teilobjekt eines Baudenkmals | Weitere Bilder |
| Otto-Franke-Straße (Bahnhofstraße) 16 (Karte)                                                      | Villa            | Villa                                                                          | 094 45167          | Baudenkmal                   | Villa          |
| Otto-Franke-Straße (Bahnhofstraße) 23 (Karte)                                                      | Villa            | Villa Baur                                                                     | 094 45169          | Baudenkmal                   | Villa          |
| Otto-Franke-Straße (Bahnhofstraße) 25 (Karte)                                                      | Skulptur         | Plastik Junge Familie                                                          | 094 45166          | Kleindenkmal                 | Skulptur       |
| Otto-Franke-Straße (Bahnhofstraße) 34 (Karte)                                                      | Wohnhaus         | Mitte des 19. Jahrhunderts                                                     | 094 45170          | Baudenkmal                   | Wohnhaus       |
| Otto-Franke-Straße (Bahnhofstraße) 38 (Karte)                                                      | Villa            | um 1880/90                                                                     | 094 45171          | Baudenkmal                   | Villa          |
| Otto-Franke-Straße (Bahnhofstraße) 40 (Karte)                                                      | Villa            | um 1900                                                                        | 094 45172          | Baudenkmal                   | Villa          |
| Otto-Franke-Straße (Bahnhofstraße) 42 (Karte)                                                      | Postamt          | 1894                                                                           | 094 45173          | Baudenkmal                   | Postamt        |

### Osterhöhe
| Lage                 | Bezeichnung   | Beschreibung           | Erfassungs- nummer | Ausweisungsart | Bild          |
| -------------------- | ------------- | ---------------------- | ------------------ | -------------- | ------------- |
| Osterhöhe 51 (Karte) | Villa         | Villa, 1907            | 094 21082          | Baudenkmal     | Villa         |
| Osterhöhe 53 (Karte) | Erholungsheim | Erholungsheim, um 1890 | 094 21083          | Baudenkmal     | Erholungsheim |

### Sankt-Cyriakus-Straße
| Lage                                                                    | Bezeichnung                   | Beschreibung | Erfassungs- nummer | Ausweisungsart | Bild                          |
| ----------------------------------------------------------------------- | ----------------------------- | ------------ | ------------------ | -------------- | ----------------------------- |
| Sankt-Cyriakus-Straße 2, im Ortskern östlich des Stiftsbezirkes (Karte) | Alte Elementarschule Gernrode | Schule, 1533 | 094 45184          | Baudenkmal     | Alte Elementarschule Gernrode |

### Schulplatz
| Lage                 | Bezeichnung            | Beschreibung                    | Erfassungs- nummer | Ausweisungsart | Bild                   |
| -------------------- | ---------------------- | ------------------------------- | ------------------ | -------------- | ---------------------- |
| Schulplatz (Karte)   | Sühnekreuz             | mittelalterlich                 | 094 45214          | Kleindenkmal   | Sühnekreuz             |
| Schulplatz 1 (Karte) | Schule                 | Schule, 1901                    | 094 45213          | Baudenkmal     | Schule                 |
| Schulplatz 4 (Karte) | Sankt-Stephanus-Kirche | Kirche, 1207 urkundlich erwähnt | 094 45202          | Baudenkmal     | Sankt-Stephanus-Kirche |

### Steinbergstraße
| Lage                                                                  | Bezeichnung | Beschreibung      | Erfassungs- nummer | Ausweisungsart | Bild       |
| --------------------------------------------------------------------- | ----------- | ----------------- | ------------------ | -------------- | ---------- |
| Steinbergstraße 7a, 9, 10, 11, 12, 13, 14, 15, 16, 17, 19, 21 (Karte) | Straßenzug  | ab 1890/1900      | 094 45215          | Denkmalbereich | Straßenzug |
| Steinbergstraße 10 (Karte)                                            | Wohnhaus    | Wohnhaus, um 1900 | 094 21085          | Baudenkmal     | Wohnhaus   |
| Steinbergstraße 28 (Karte)                                            | Villa       | Villa             | 094 21086          | Baudenkmal     | Villa      |

### Stubenberg
| Lage               | Bezeichnung | Beschreibung               | Erfassungs- nummer | Ausweisungsart | Bild           |
| ------------------ | ----------- | -------------------------- | ------------------ | -------------- | -------------- |
| Stubenberg (Karte) | Hotel       | Hotel Stubenberghaus, 1754 | 094 45220          | Baudenkmal     | Weitere Bilder |

### Suderöder Straße
| Lage | Bezeichnung | Beschreibung  | Erfassungs- nummer | Ausweisungsart | Bild    |
| --- | ----------- | ------------- | ------------------ | -------------- | ------- |
| Suderöder Straße, an der Nordseite der Chausseestraße an der Ortsgrenze Suderode/Gernrode bei der Abzweigung der Stichstraße zur Bückemühle (Karte) | Denkmal     | Denkmal, 1848 | 094 45223          | Kleindenkmal   | Denkmal |

### Teichstraße
| Lage                | Bezeichnung | Beschreibung                                 | Erfassungs- nummer | Ausweisungsart | Bild       |
| ------------------- | ----------- | -------------------------------------------- | ------------------ | -------------- | ---------- |
| Teichstraße (Karte) | Kunstteich  | Kunstteich, 1608 erstmals urkundlich erwähnt | 094 21087          | Baudenkmal     | Kunstteich |

### Töpferstieg
| Lage                | Bezeichnung                                     | Beschreibung    | Erfassungs- nummer | Ausweisungsart | Bild                                            |
| ------------------- | ----------------------------------------------- | --------------- | ------------------ | -------------- | ----------------------------------------------- |
| Töpferstieg (Karte) | Städtisches Gas- und Elektrizitätswerk Gernrode | Kraftwerk, 1910 | 094 45436          | Baudenkmal     | Städtisches Gas- und Elektrizitätswerk Gernrode |

| Lage                   | Bezeichnung | Beschreibung   | Erfassungs- nummer | Ausweisungsart | Bild     |
| ---------------------- | ----------- | -------------- | ------------------ | -------------- | -------- |
| Töpferstieg 17 (Karte) | Wohnhaus    | Wohnhaus, 1938 | 094 21154          | Baudenkmal     | Wohnhaus |

### Waldstraße
| Lage                  | Bezeichnung | Beschreibung      | Erfassungs- nummer | Ausweisungsart | Bild     |
| --------------------- | ----------- | ----------------- | ------------------ | -------------- | -------- |
| Waldstraße 4 (Karte)  | Wohnhaus    | Wohnhaus, um 1900 | 094 45217          | Baudenkmal     | Wohnhaus |
| Waldstraße 26 (Karte) | Wohnhaus    | Wohnhaus,         | 094 45218          | Baudenkmal     | Wohnhaus |

### Walter-Rathenau-Straße
| Lage                              | Bezeichnung | Beschreibung      | Erfassungs- nummer | Ausweisungsart | Bild     |
| --------------------------------- | ----------- | ----------------- | ------------------ | -------------- | -------- |
| Walther-Rathenau-Straße 2 (Karte) | Wohnhaus    | Wohnhaus, 1880/90 | 094 45201          | Baudenkmal     | Wohnhaus |

### Wassertorstraße
| Lage                       | Bezeichnung             | Beschreibung                                             | Erfassungs- nummer | Ausweisungsart | Bild                    |
| -------------------------- | ----------------------- | -------------------------------------------------------- | ------------------ | -------------- | ----------------------- |
| Wassertorstraße 1 (Karte)  | Wohn- und Geschäftshaus | Wohn- und Geschäftshaus, 19. Jahrhundert                 | 094 45203          | Baudenkmal     | Wohn- und Geschäftshaus |
| Wassertorstraße 4 (Karte)  | Gemeindehaus            | Gemeindehaus, 1890/1900                                  | 094 45204          | Baudenkmal     | Gemeindehaus            |
| Wassertorstraße 10 (Karte) | Wohnhof                 | ehemaliger Ackerbürgerhof, ab dem frühen 18. Jahrhundert | 094 21158          | Baudenkmal     | Wohnhof                 |

### Wilhelm-Pieck-Straße
| Lage                            | Bezeichnung | Beschreibung        | Erfassungs- nummer | Ausweisungsart | Bild     |
| ------------------------------- | ----------- | ------------------- | ------------------ | -------------- | -------- |
| Wilhelm-Pieck-Straße 16 (Karte) | Wohnhaus    | Wohnhaus, 1890/1900 | 094 45411          | Baudenkmal     | Wohnhaus |

### Außenbereich
| Lage                                                               | Bezeichnung                   | Beschreibung                                         | Erfassungs- nummer | Ausweisungsart | Bild                 |
| ------------------------------------------------------------------ | ----------------------------- | ---------------------------------------------------- | ------------------ | -------------- | -------------------- |
| an der Straße zwischen Gernrode und Mägdesprung gelegen (Karte)    | Sternhaus                     | Jagdhaus, ab dem 18. Jahrhundert                     | 094 45400          | Baudenkmal     | Weitere Bilder       |
| ca. 1 km nördlich der Ortslage Mägdesprung (Karte)                 | Heinrichsburg                 | Ruinenreste, Anfang 13. Jahrhundert                  | 094 45222          | Baudenkmal     | Heinrichsburg        |
| ca. 1 km südlich der Ortslage, im Waldausläufer des Harzes (Karte) | FDGB-Ferienheim Fritz Heckert | Erholungsheim,erster Ferienheimbau der DDR,1952–1954 | 094 21160          | Baudenkmal     | Weitere Bilder       |
| ca. 2 km südwestlich von Gernrode (Karte)                          | Neuer Teich                   | Kunstteich                                           | 094 21198          | Baudenkmal     | Weitere Bilder       |
| (Karte)                                                            | Osterteich                    | Kunstteich, 1669                                     | 107 25018          | Baudenkmal     | Osterteich           |
| ca. 1 km südlich des Ortes (Karte)                                 | Heiliger Teich                | Kunstteich, 1746/47                                  | 094 21196          | Baudenkmal     | Weitere Bilder       |
| (Karte)                                                            | Bergrat-Müller-Teich          | Kunstteich                                           |                    | Baudenkmal     | Bergrat-Müller-Teich |

### Ehemalige Denkmale
| Lage / Bezeichnung  | Bauzeit                                       | Beschreibung                                                                           | Bild |
| ------------------- | --------------------------------------------- | -------------------------------------------------------------------------------------- | ---- |
| Am Schwedderberg 19 | Mitte des 19. bis Anfang des 20. Jahrhunderts | Sanatorium, 2003 Teilabriss, 2012 nach Brandstiftung zerstört, Ruine später abgerissen |      |

## Kulturdenkmale im OrtsteilHaferfeld
| Lage    | Bezeichnung               | Beschreibung                    | Erfassungs- nummer | Ausweisungsart | Bild                      |
| ------- | ------------------------- | ------------------------------- | ------------------ | -------------- | ------------------------- |
| (Karte) | Revierförsterei Haferfeld | Forsthaus; Ende 19. Jahrhundert | 094 46649          | Baudenkmal     | Revierförsterei Haferfeld |

## Legende
In den Spalten befinden sich folgende Informationen:
- Lage: Nennt den Straßennamen und wenn vorhanden die Hausnummer des Kulturdenkmals. Die Grundsortierung der Liste erfolgt nach dieser Adresse. Der Link „Karte“ führt zu verschiedenen Kartendarstellungen und nennt die geographischen Koordinaten.
Link zu einem Kartenansichtstool, um Koordinaten zu setzen. In der Kartenansicht sind Baudenkmale ohne Koordinaten mit einem roten bzw. orangen Marker dargestellt und können in der Karte gesetzt werden. Baudenkmale ohne Bild sind mit einem blauen bzw. roten Marker gekennzeichnet, Baudenkmale mit Bild mit einem grünen bzw. orangen Marker.
- Offizielle Bezeichnung: Nennt den Namen, die Bezeichnung oder zumindest die Art des Kulturdenkmals und verlinkt, soweit vorhanden, auf den Artikel zum Objekt.
- Beschreibung: Nennt bauliche und geschichtliche Einzelheiten des Kulturdenkmals, vorzugsweise die Denkmaleigenschaften.
- Erfassungsnummer: Für jedes Kulturdenkmal wird in Sachsen-Anhalt eine 20stellige Erfassungsnummer vergeben. Die letzten zwölf Ziffern werden für die Untergliederung nach Teilobjekten genutzt und werden nur angegeben, soweit vergeben. In dieser Spalte kann sich folgendes Icon  befinden, dies führt zu Angaben zu diesem Baudenkmal bei Wikidata.
- Ausweisungsart: Die Einordnung des Denkmales nach § 2 Abs. 2 DenkmSchG LSA
- Bild: Ein Bild des Denkmales, und gegebenenfalls einen Link zu weiteren Fotos des Kulturdenkmals im Medienarchiv Wikimedia Commons. Wenn man auf das Kamerasymbol klickt, können Fotos zu Kulturdenkmalen aus dieser Liste hochgeladen werden: